# Staphylococcus xylosus
Lo Staphylococcus xylosus è un batterio appartenente alla famiglia delle Staphylococcaceae, genere Staphylococcus, cocco disposto in gruppi irregolari, Gram positivo, a basso contenuto in G + C, fortemente alotollerante, con diametro cellulare da 0,5 a 1,5 µm, cresce in un range molto ampio di temperatura (da 8 a 45 °C), aerobio o anaerobio facoltativo, novobicina resistente, coagulasi negativo, in grado di moltiplicarsi in matrici con pH superiore a 4,5, ha forte attività nitrato reduttasica, proteolitica e lipolitica. Le condizioni ottimali di crescita sono: Aw 0,98, 32 °C di temperatura e concentrazione salina di 0,4 - 0,6M.
La presenza di questo microrganismo è documentata in moltissimi salami di ogni parte del mondo, e spesso è utilizzato proprio come starter per la produzione di questi alimenti, in quanto svolge molteplici attività metaboliche che si ripercuotono sulla qualità e sicurezza del prodotto finito.